# Serlippenspolder
De Serlippenspolder (ook wel: Ser-Lippenspolder) is een polder in Terneuzen, behorende tot de Zaamslagpolders, in de Nederlandse provincie Zeeland. 
De polder is vernoemd naar het uit Oudenaarde afkomstige geslacht Ser Lippens dat zich in 1532 in Axel vestigde. Ene Jan Ser Lippens, voormalig burgemeester van Axel, kocht omstreeks 1600 een schorreken strekkende van de poort van Triniteit op de westzijde der vaart tot aan nieuwe inlage. Met de vaart werd de Otheense Kreek bedoeld.
Het schorreken, groot honderd elf gemeten, hem Ser Lippens alleen aencomende werd in 1618 ingedijkt. In 1682 vond nog een overstroming plaats en in 1725 werd de polder voor het laatst herdijkt, waarbij ze nog enigszins werd uitgebreid en in totaal 62 ha zou beslaan. Op 15 januari 1808 overstroomde de polder opnieuw, zij het gedurende korte tijd, en in 1953 kwam de polder nog gedeeltelijk onder water te staan.
Toen van 1961-1968 de verbredingswerken voor het Kanaal Gent-Terneuzen werden uitgevoerd, werd de polder opgespoten met zand, dat van deze werken afkomstig was. Vervolgens werd het terrein volgebouwd door de stad Terneuzen, waarvan Serlippenspolder tegenwoordig een wijk vormt.